# Budy Lucieńskie
Budy Lucieńskie – wieś w Polsce położona w województwie mazowieckim, w powiecie gostynińskim, w gminie Gostynin.
| SIMC    | Nazwa   | Rodzaj    |
| ------- | ------- | --------- |
| 0999475 | Borowie | część wsi |

W latach 1975–1998 miejscowość administracyjnie należała do województwa płockiego.